# Darwinia capitellata
Darwinia capitellata är en myrtenväxtart som beskrevs av Barbara Lynette Rye. Darwinia capitellata ingår i släktet Darwinia och familjen myrtenväxter. Inga underarter finns listade i Catalogue of Life.